# Staatliche Technische Universität des Uralgebiets

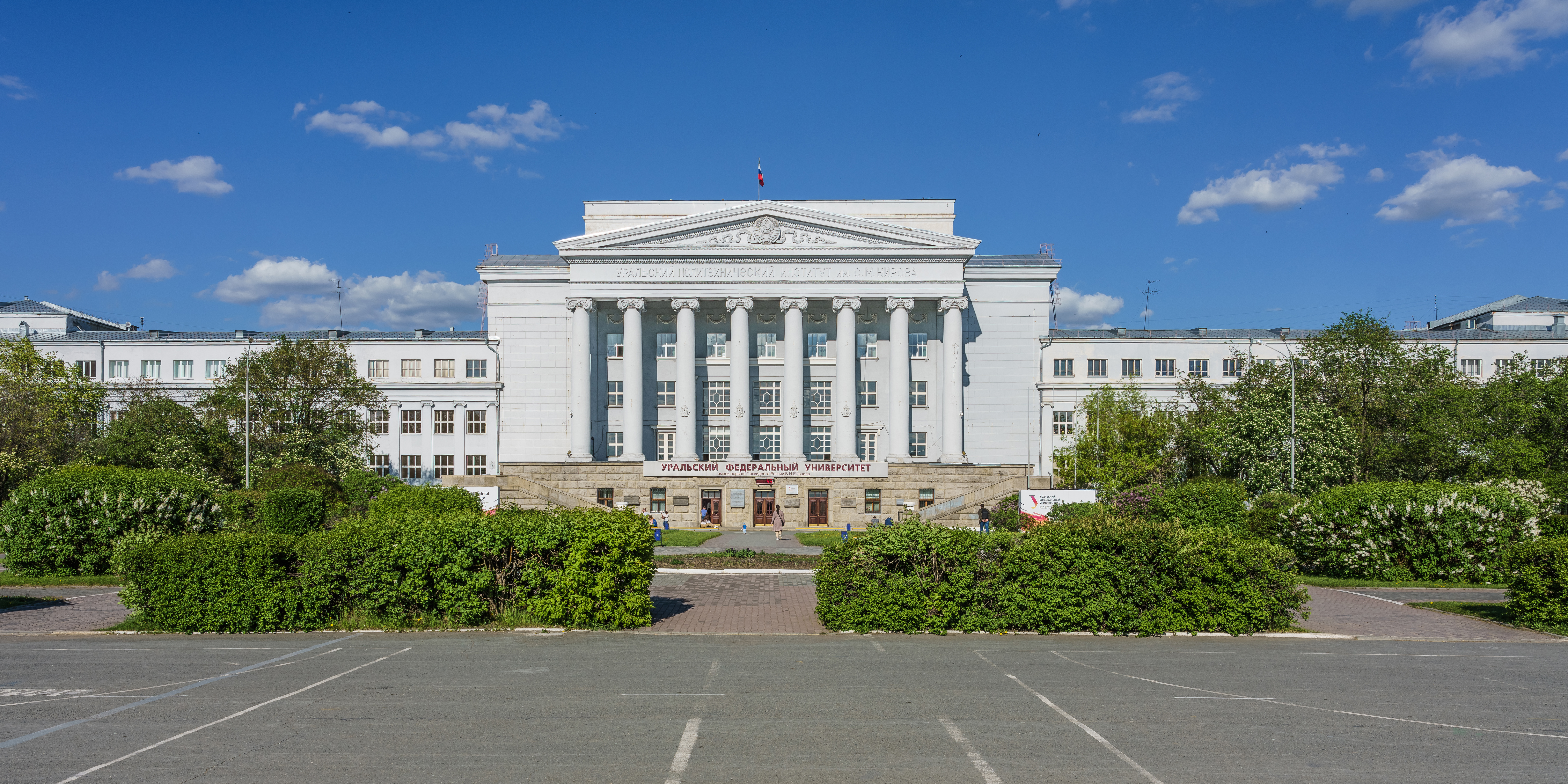
Hauptgebäude der Technischen Universität (1930–1939, K. T. Babykin)

Die Staatliche Technische Universität des Uralgebiets (russisch Уральский государственный технический университет – УПИ имени первого Президента России Б.Н.Ельцина) war eine russische Hochschule und wurde 1920 in der Stadt Jekaterinburg als Polytechnisches Institut des Urals gegründet. Es gab 180 Professoren und über 2200 wissenschaftliche Mitarbeiter sowie über 40.000 Studierende.
Seit 2008 trug sie den Namen des ersten russischen Präsidenten, Boris Jelzin, der hier studiert hatte. Im Jahre 2010 wurde die ebenfalls nach Jelzin benannte Uralische Föderale Universität gegründet, in der die Hochschule aufging.

## Fakultäten
- Fakultät für Nachrichtentechnik
- Fakultät für Elektrotechnik
- Fakultät für Maschinenwesen
- Fakultät für Betriebswirtschaftslehre
- Fakultät für Wärmeerzeugungswesen
- Fakultät für Bauingenieurwesen
- Fakultät für Chemie
- Fakultät für Hüttenwesen
- Fakultät für Physik und Technik

## Filiale
- Außenstelle in Nishnij Tagil